# Parque Nacional Volcán Irazú
El Parque Nacional Volcán Irazú (PNVI) es un parque nacional de Costa Rica situado al sureste de la Cordillera Volcánica Central, extendiéndose por los cantones de Cartago, Alvarado y Oreamuno, en la provincia de Cartago, así como por un pequeño sector al este del cantón de Vázquez de Coronado, en la provincia de San José. Establecido el 30 de julio de 1955, es, junto al Parque Nacional Volcán Turrialba, el primer parque nacional de Costa Rica. Con un clima frío y una vegetación baja, el parque es conocido por albergar la cima del volcán Irazú y un lago de color turquesa, situado dentro del cráter principal, que es reconocido por presentar continuos y diversos cambios en su color, temperatura y profundidad. Otra de sus zonas, el sector Prusia, alberga un sector cubierto por bosques de coníferas y una red de senderos naturales, con un clima más cálido que la cima del volcán.
El segundo parque nacional más visitado de Costa Rica, el Parque Nacional Volcán Irazú abarca un superficie total de 2000.36 ha (20 km2) y se encuentra bajo la administración del Sistema Nacional de Áreas de Conservación (SINAC) bajo el Área de Conservación Central (ACC). Las coladas de lava, cenizas volcánicas y rocas piroclásticas cubren la mayor parte de la superficie terrestre del parque. Pese a la actividad volcánica, la altitud y otras condiciones severas a las que se encuentra, la fauna del parque es variada, y abarca desde pequeños mamíferos, reptiles y diversas especies de aves. Sus bosques de páramo subalpino también incluyen especies únicas de plantas, entre ellas la castilleja (Castilleja irazuensis), que es endémica del parque nacional, así como diferentes especies de flores y hongos.
El parque fue el sitio de un proyecto de reforestación intensiva debido a las erupciones del volcán Irazú entre 1963 y 1965. La fase de erupción devastó los bosques naturales del parque, generando la necesidad de detener deslizamientos e inundaciones provocadas por las erupciones. En la rehabilitación se introdujeron al parque especies exóticas como el ciprés, el pino y el eucalipto, mientras que se utilizaron especies nativas como el roble, el jaúl y la salvia.

## Historia
Es posible que el origen del nombre del parque nacional se remonte a un poblado indígena que existió en las faldas del volcán denominado Iztarú, a veces también leído como «Iztaró» o «Istarú». El significado del vocablo puede hacer referencia a ‘cerro del temblor y el trueno’ o ‘cerro que tiembla y retumba’, ya que, según el monseñor Bernardo Augusto Thiel Hoffman, la sílaba «Ira-» en Irazú tiene un origen indígena y debe leerse como I ara: I de ‘temblor’ y ara de ‘hacer ruido’ o ‘tronar’. Según una investigación de Cleto González Viquez, el vocablo «Irazú» no se encuentra presente en ningún documento antiguo y fue inventado en algún momento posterior a la fundación de la República. En cambio, el vocablo «Iztarú» sí se encuentra presente en múltiples documentos que se remontan a 1569 y que hacen referencia a un poblado o palenque indígena situado en las faldas del volcán. Por lo tanto, el vocablo «Irazú» podría corresponder a una lectura errada de «Iztarú», que pudo leerse en un principio como «Irtazú» y posteriormente «Iratzú». En documentos antiguos al volcán también se le denomina como "Volcán de Cartago", "Volcán de Cob" y "Volcán de Agua".

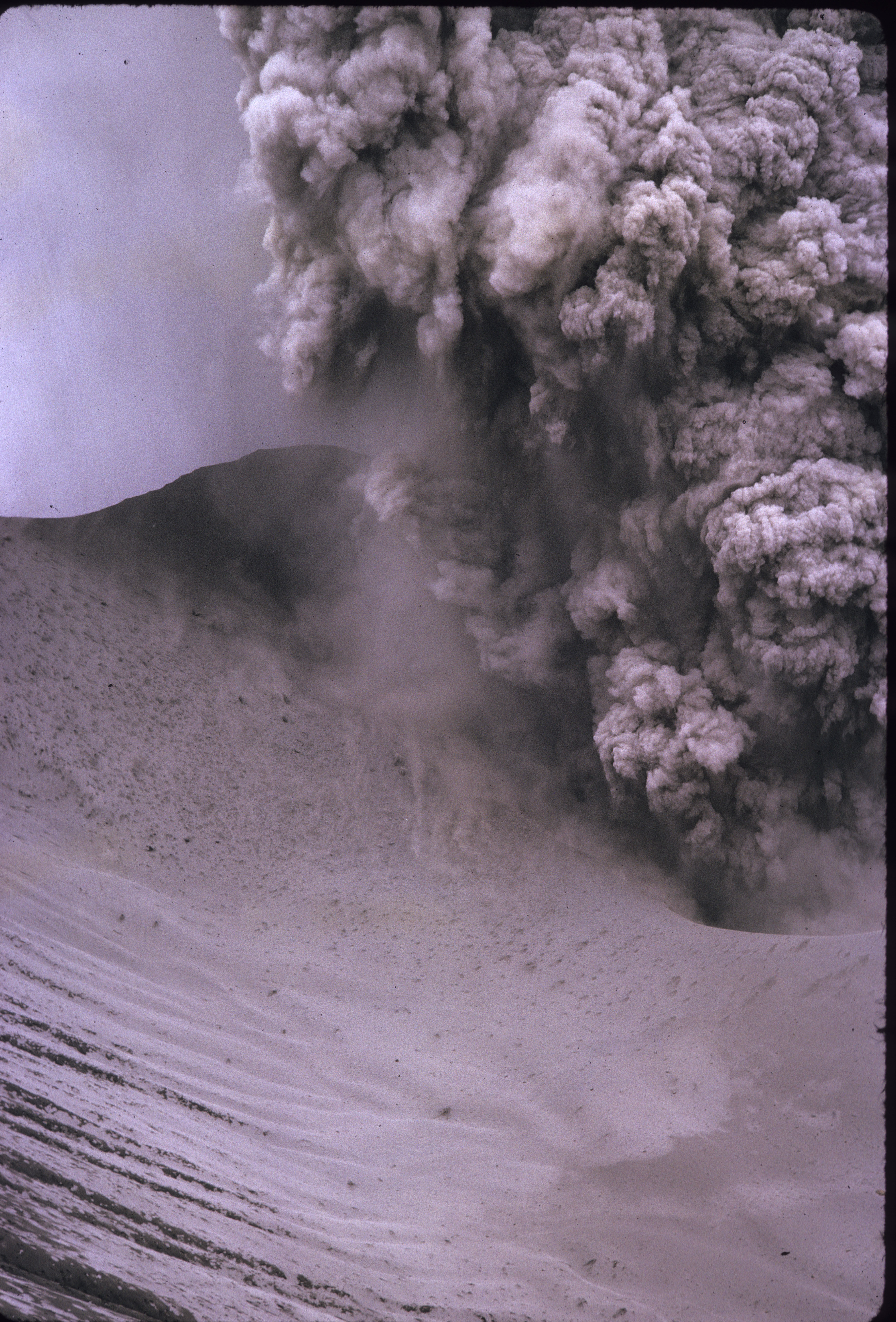
Cráter principal del volcán Irazú durante la erupción de 1963

La primera erupción históricamente reportada del volcán Irazú fue en 1723 y fue reportada por el entonces gobernador español Diego de la Haya Fernández. El gobernador describió que, durante esos años, la población costarricense realizaba diversas actividades religiosas con el objetivo de que su fe y oraciones fueran eficaces para "calmar la furia del volcán". Uno de los cráteres del volcán lleva el nombre del gobernador en su honor por informar sobre la actividad del volcán en 1723.
La creación del parque nacional fue decretada por la Asamblea Legislativa de Costa Rica el 30 de julio de 1955 mediante la promulgación de la Ley 1917, Ley Orgánica del Instituto Costarricense de Turismo, que crea el Instituto Costarricense de Turismo, oficializada mediante su publicación en el diario oficial La Gaceta N.º 175 del 9 de agosto del mismo año. El artículo sexto de la Ley 1917 establece que:

La custodia y conservación de las zonas comprendidas en un radio de dos kilómetros alrededor de todos los cráteres de los volcanes del país, se encomienda en forma absoluta al Instituto Costarricense de Turismo, de acuerdo con el artículo 5º, incisos e) y f) de esta ley y se declaran tales zonas, Parques Nacionales. El Instituto dictará, a fin de lograr la conservación del paisaje, la flora y fauna autóctonas, las regulaciones a que habrán de someterse quienes deseen conocer estos Parques Nacionales, y podrá fijar las tarifas por derecho de visita que estime convenientes, el producto de las cuales se destinará a la conservación y embellecimiento de los mismos y a proporcionar mayores comodidades a los visitantes. El Instituto podrá también construir en ellos caminos, hoteles y otras edificaciones, procurando en todo caso conservar el ambiente y paisaje primitivo del lugar.
Artículo 6
Ley Orgánica del Instituto Costarricense de Turismo

El artículo declara como zonas de parques nacionales las comprendidas dentro de un radio de 2 kilómetros alrededor de los cráteres de los principales volcanes del país, estableciendo además la creación del Parque Nacional Volcán Turrialba. La Ley también le otorga al recién creado Instituto Costarricense de Turismo la  custodia de los parques nacionales, sin embargo, el 25 de noviembre de 1969 mediante la Ley 4465, Ley Forestal, se traslada la responsabilidad de la administración de los parques a la Dirección General Forestal, dependencia del Ministerio de Ambiente y Energía (MINAE).
En la tarde del 13 de marzo de 1963, el volcán Irazú entró en una fase de erupción que se prolongó hasta diciembre de 1964 y provocó otros eventos que afectaron al resto del territorio nacional y su población. La ceniza acumulada por las constantes erupciones del volcán desestabilizaron los terrenos del parque y devastaron los bosques naturales de alrededor, creando la necesidad de detener los deslizamientos de tierra que estaban ocurriendo e impedir las inundaciones provocadas por las erupciones. Para estabilizar el sitio y minimizar el riesgo de futuros deslizamientos, se realizó en el sector Prusia (entonces conocido como Área Recreativa Ricardo Jiménez Oreamuno) un proyecto de reforestación intensiva que dio inicio en 1966. En la rehabilitación se utilizaron especies exóticas como el ciprés, el pino y el eucalipto, y especies nativas como el roble, el jaúl y la salvia. El sector Prusia pasa a ser administrado en 1967 por el Ministerio de Obras Públicas y Transportes (MOPT) que se había encargado de la rehabilitación de la zona boscosa tras los deslizamientos. En 1994 se declara reserva forestal y pasa a la custodia y administración del Ministerio de Ambiente y Energía.
El 23 de abril de 1998, mediante la promulgación de la Ley 7788, Ley de Biodiversidad, se establece la creación del Sistema Nacional de Áreas de Conservación (SINAC), trasladándole a la institución la custodia de los parques nacionales del país, incluido el Parque Nacional Volcán Irazú. El territorio del Parque Nacional Volcán Irazú se amplía el 9 de noviembre de 1997 mediante la promulgación del Decreto Ejecutivo 26945-MINAE por la administración del presidente José María Figueres Olsen, cuando se anexa el sector de Prusia, zona anteriormente recuperada tras la devastación ocasionada por las erupciones del Volcán Irazú en 1963. El decreto es oficializado mediante su publicación en el diario oficial La Gaceta N.º 98 del 22 de mayo de 1998.

## Geografía
El Parque Nacional Volcán Irazú se sitúa al sureste de la Cordillera Volcánica Central, en su punto más alto, aproximadamente a 10.3 kilómetros al noreste de la ciudad de Cartago. En la división político-administrativa del país, el parque nacional se extiende por los distritos cartagineses de Pacayas, en el cantón de Alvarado, Potrero Cerrado y Santa Rosa, en el cantón de Oreamuno, y Tierra Blanca y Llano Grande, en el cantón de Cartago, así como por un pequeño sector del distrito josefino de Cascajal, en el cantón de Vázquez de Coronado. Se extiende a lo largo de una distancia en línea recta de 5.6 km de norte a sur y de 7.5 km de oeste a este. En total, el parque nacional abarca una extensión de 2000.36 ha (20.0036 km2). El parque se divide en dos sectores: al noreste el sector Cráteres y al suroeste el sector Prusia. El sector Cráteres comprende una extensión de 1257.36 ha (o 12.57 km2), lo que corresponde a un 63 % del área total del Parque Nacional Volcán Irazú, mientras que el sector Prusia comprende una extensión de 743 ha (7,43 km2), que corresponde a un 37 % del área total del parque.
El parque se sitúa una altura media de 2866 m s. n. m. (metros sobre el nivel del mar). El punto más alto del parque está en la cima del volcán Irazú, a 3432 m s. n. m., y el más bajo en el límite norte del parque nacional, a 2300 m s. n. m. El volcán Irazú es la cima volcánica más alta de Costa Rica. El Parque Nacional Volcán Irazú tiene una topografía muy abrupta con pendientes que llegan al 80 % de inclinación como resultado de la actividad volcánica durante su formación y el proceso de erosión causado por las precipitaciones durante miles de años. El parque también alberga otra serie de cimas montañosas, entre ellas la cima del cerro Buena Noche, situada a unos 3200 m s. n. m., el cerro Retes, a 3150 m s. n. m., y el cerro Cabeza de Vaca, a 3040 m s. n. m.
El cerro Retes fue un lugar importante y respetado por antiguas comunidades indígenas. Desde 1953, se han recuperado más de 187 artefactos indígenas en diferentes excavaciones, compuestos principalmente por objetos de cerámica, piedra, madera y algodón. En el cerro se llevó a cabo la primera excavación de rescate e investigación realizada bajo la dirección del primer arqueólogo costarricense, Carlos Aguilar Piedra.

## Geología

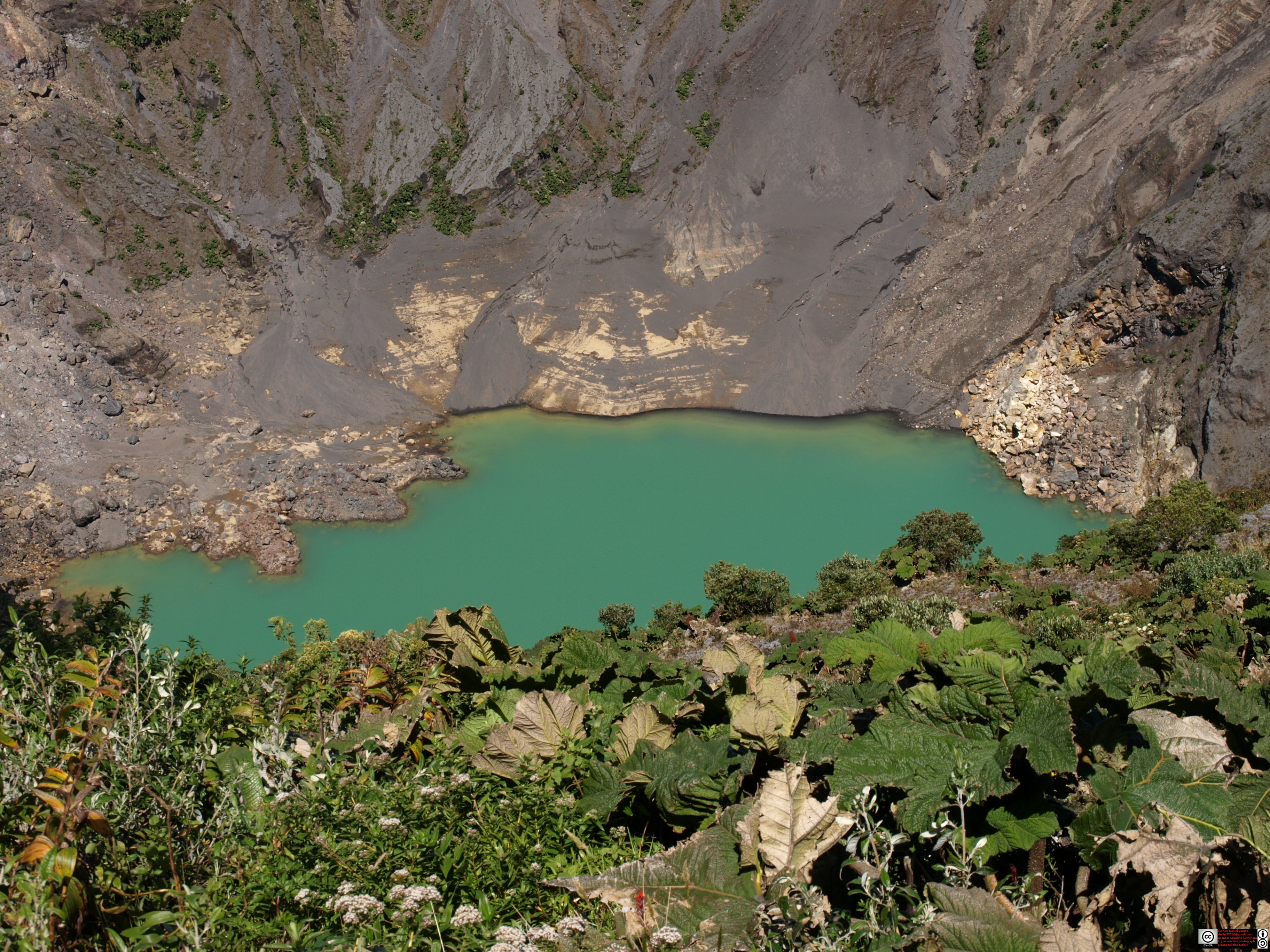
El lago del cráter principal del volcán Irazú ha presentado diversos cambios en su color, temperatura y profundidad.

El volcán Irazú es un estratovolcán andesítico activo, por lo que se conforma por corrientes extensas de coladas de lava y rocas piroclásticas que le otorgan al volcán una forma subcónica irregular. Comparte la misma base estructural que el volcán Turrialba, sin embargo, se trata de dos conos muy individualizados. Se compone por cinco cráteres que difieren en cuanto a su periodo de actividad: el cráter principal, el cráter Diego de La Haya y los cráteres secundarios Playa Hermosa, La Laguna y Piroclástico. Se observa también al noroeste de la ladera exterior del cráter principal un área denominada Las Fumarolas, donde se emite vapor de agua y gases. Las Fumarolas es una zona de fuerte perturbación hidrotermal, con un sistema de cuevas donde se pueden encontrar 20 variedades de sulfatos, entre los que se encuentran melanterita, alunógeno, hexahidrita, yeso y acumulaciones de azufre.
Tres de las cuartas partes de las laderas del volcán Irazú se encuentran en la vertiente del Caribe, donde la precipitación supera los 4000 milímetros anuales. Por lo tanto, los procesos de meteorización y erosión contribuyen a la ocurrencia de deslizamientos. En la vertiente del Pacífico se pueden observar bajas pendientes de erosión y claros flujos de lava, aunque la precipitación no supera los 2000 milímetros anuales. El cráter principal, que estuvo activo entre 1963 y 1965, tiene una forma casi circular con unos 1000 m de diámetro y 250 m de profundidad. Sus paredes internas están compuestas por coladas de lava con pendientes muy inclinadas. Tiene un pequeño y efímero lago de color turquesa que, entre 1965 y la actualidad, ha presentado diversos cambios en su color, temperatura y profundidad. Por instancia, el lago estuvo vacío en 1977, 1979, 1982-1983, 1987, 1990 y más recientemente entre 2010 y 2017 a raíz de fracturas que se formaron debajo del cráter que drena el lago. En la pared exterior del sector interior del cráter se puede observar un derrumbe ocurrido en 1994 que dejó al descubierto la cueva "Los Minerales".

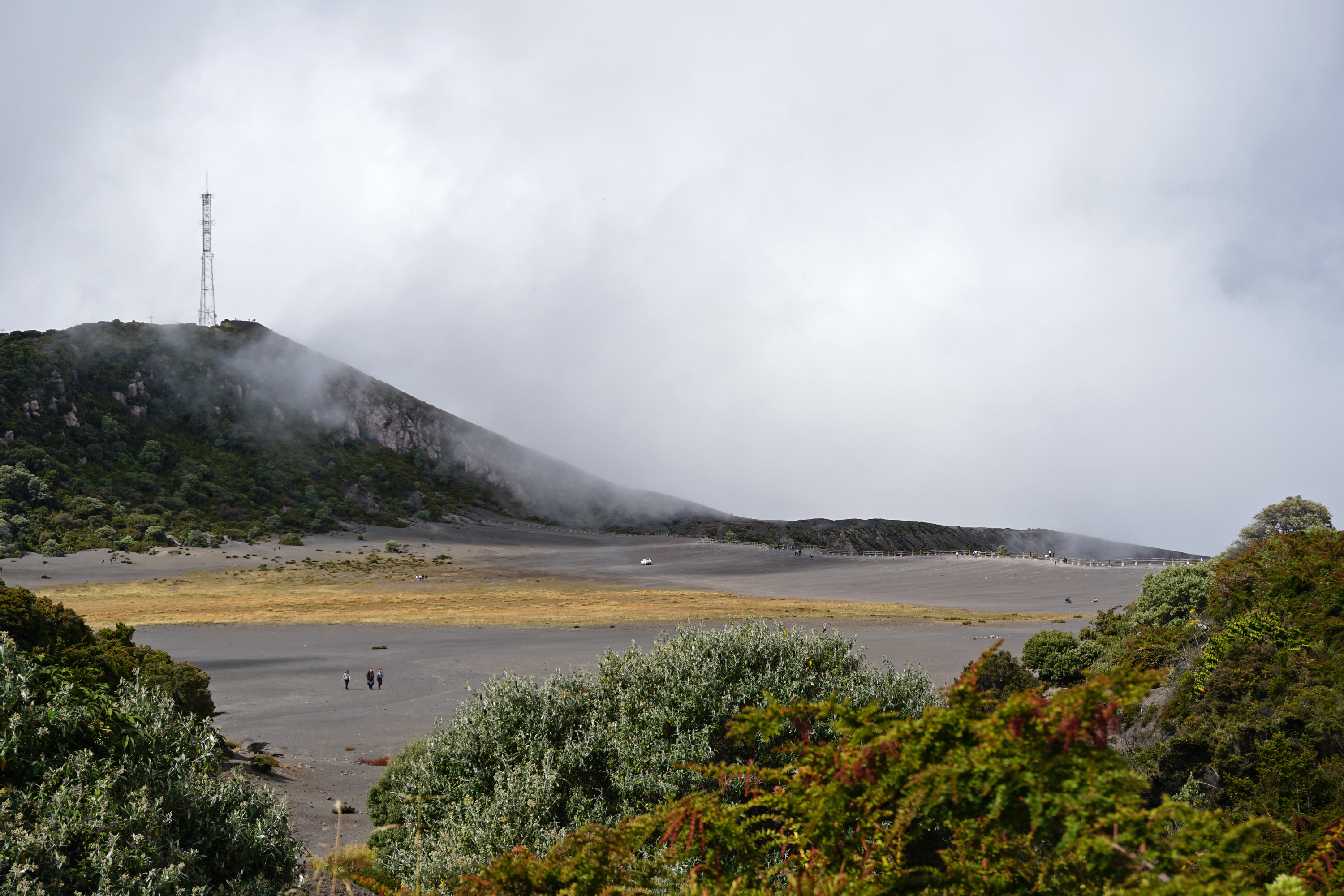
El cráter Playa Hermosa

Al este del cráter principal se encuentra otra depresión conocida como el cráter Diego de la Haya. Tiene una forma alargada, con 600 m de diámetro y una profundidad menor que el cráter principal (80 m) a raíz de la acumulación de ceniza del más reciente período eruptivo. En sus bordes se pueden observar algunos abanicos y depósitos coluviales. En ocasiones se puede formar un pequeño lago en su parte central, pero esto ocurre principalmente durante la estación de lluvias y persiste solamente por unas pocas semanas.
Al sur del cráter principal y el cráter Diego de la Haya se encuentra el cráter Playa Hermosa. Se considera que Playa Hermosa consiste de una planicie volcánica donde se han acumulado depósitos de flujos piroclásticos de baja densidad en los bordes de una depresión más grande que se ha interpretado como el límite de un cráter más grande. En la planicie con frecuencia se forma un lago efímero durante la estación de lluvias. Al este de los cráteres se encuentra un cono piroclástico conocido como el cráter La Laguna.

## Biología y ecología

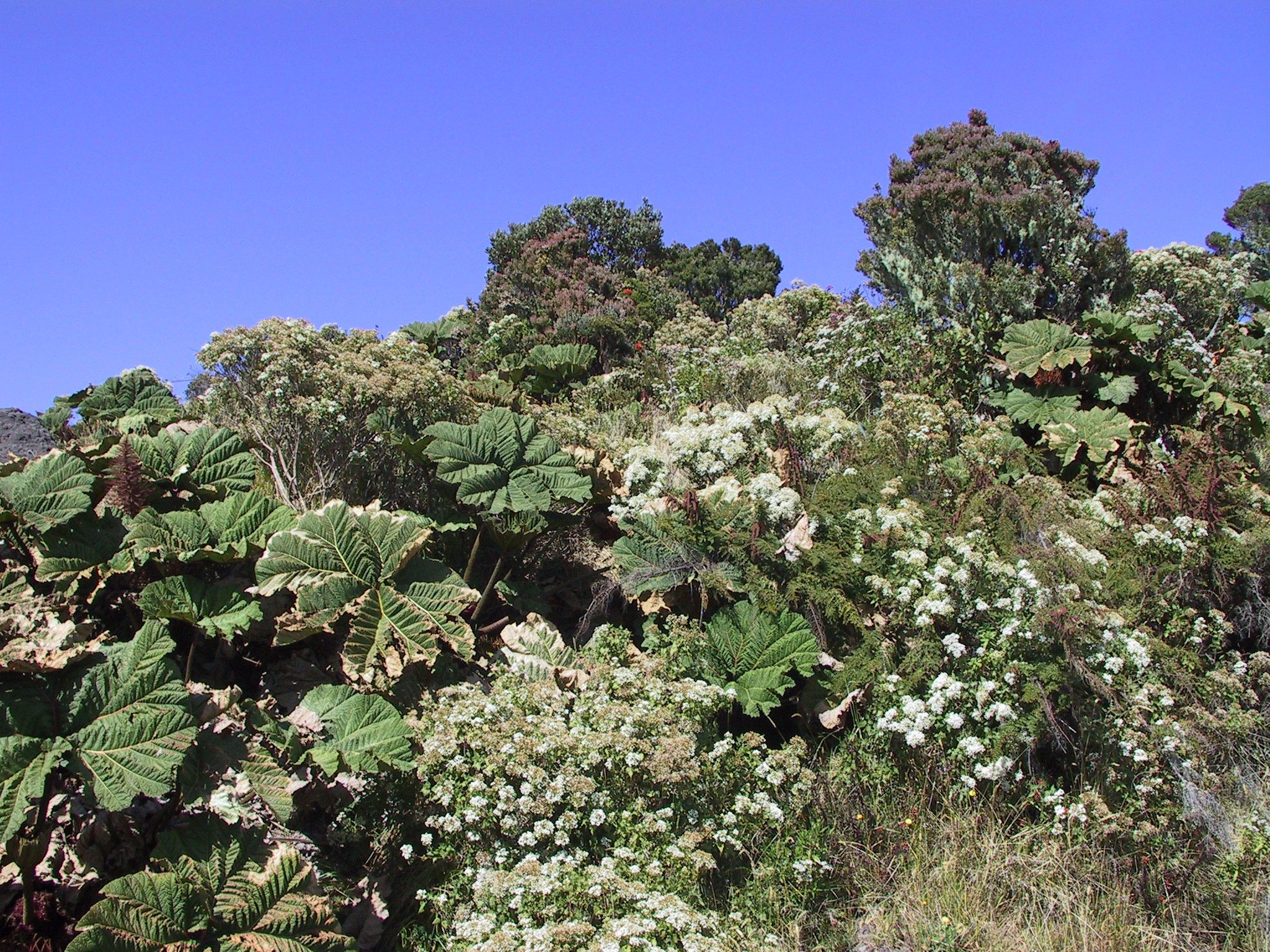
Es común observar la sombrilla de pobre (Gunnera insignis), cuyas grandes hojas rugosas recuerdan mucho la forma de una sombrilla.

En el Parque Nacional Volcán Irazú se pueden encontrar dos zonas de vida según la clasificación de Leslie Holdridge: la zona de vida bosque pluvial montano (Bp-M) y la zona de vida bosque muy húmedo montano (Bmh-M) . Asimismo, se puede encontrar una tercera asociación vegetal denominada páramos del Área de Conservación Central (ACC). 17 de las 360 especies (un 4.7 %) de la flora nativa presentes en el parque nacional es endémica de Costa Rica, un valor relativamente bajo comparado con el endemismo nacional, que ronda cerca del 10 %. Sobre su estado de conservación, al menos 19 especies de plantas presentes en el parque y alrededor del volcán Irazú se encuentran en amenaza de extinción, con seis especies en la categoría de en peligro (EN) y 13 en la categoría de vulnerables (VU).
La mayor parte del territorio del parque se encuentra en un bosque pluvial montano, cubriendo la mayor parte del sector Cráteres y el norte del sector Prusia. Sus bosques primarios se caracterizan por su baja a mediana altura, de entre 10 a 30 metros, y por ser siempreverdes, con dos estratos densos. Las epífitas, especialmente los musgos, son comunes; se registran 46 especies (12.8 %) nativas epífitas, de las que el 58.7 % son plantas con flores, y el 41.3 % son helechos. La mayor parte de la vegetación del lugar tiene hojas duras, brillantes y flexibles, y el bambú es común en el sotobosque. Esta zona de vida también contiene vegetación con características de páramo que se puede encontrar alrededor de los cráteres del volcán.
Las áreas públicas y de uso especial del sector Prusia se encuentran dentro del bosque muy húmedo montano, en el nacimiento de los ríos Reventado y Páez. El bosque natural del sector que no ha sido alterado tras las erupciones de 1963 se caracteriza por ser de baja altura, entre 20 y 25 metros, siempreverde, poco denso, con dos estratos, troncos cortos, fuertes y con un número moderado de epífitas. Las hojas son también en su mayoría duras, brillantes y flexibles.
Por su parte, los páramos del Área de Conservación Central (ACC) se pueden encontrar exclusivamente en el Parque Nacional Volcán Irazú y el Parque Nacional Volcán Turrialba, entre los 2900 y los 3432 m s. n. m. (metros sobre el nivel del mar). Se caracteriza por sus bajas temperaturas y cambios abruptos de esta entre el día y la noche, factor que, relacionado con la altitud, condicionan el desarrollo y presencia de una flora achaparrada y arbustiva. En general, la flora por encima de los 3500 m s. n. m. se compone únicamente de musgos y líquenes.

### Flora

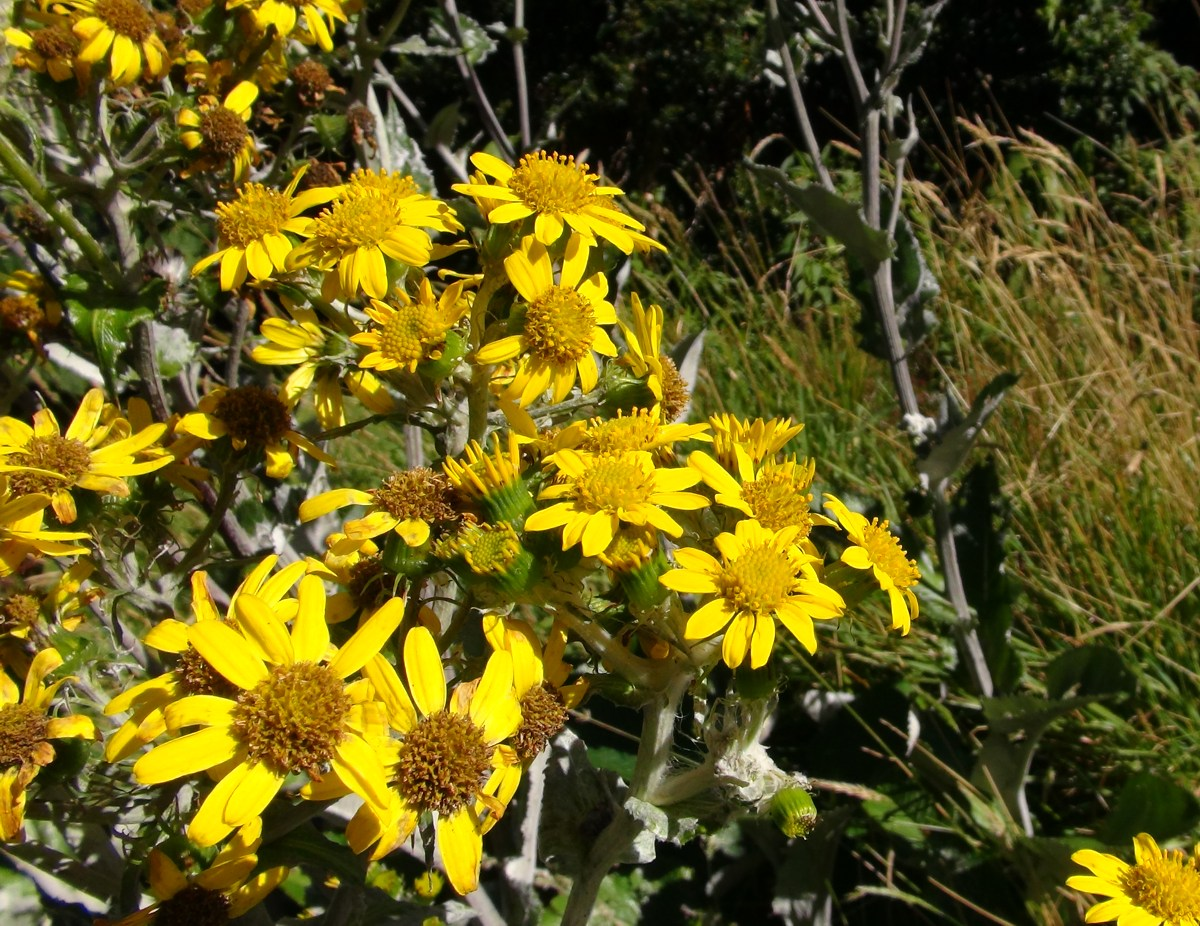
Senecio oerstedianus en el parque

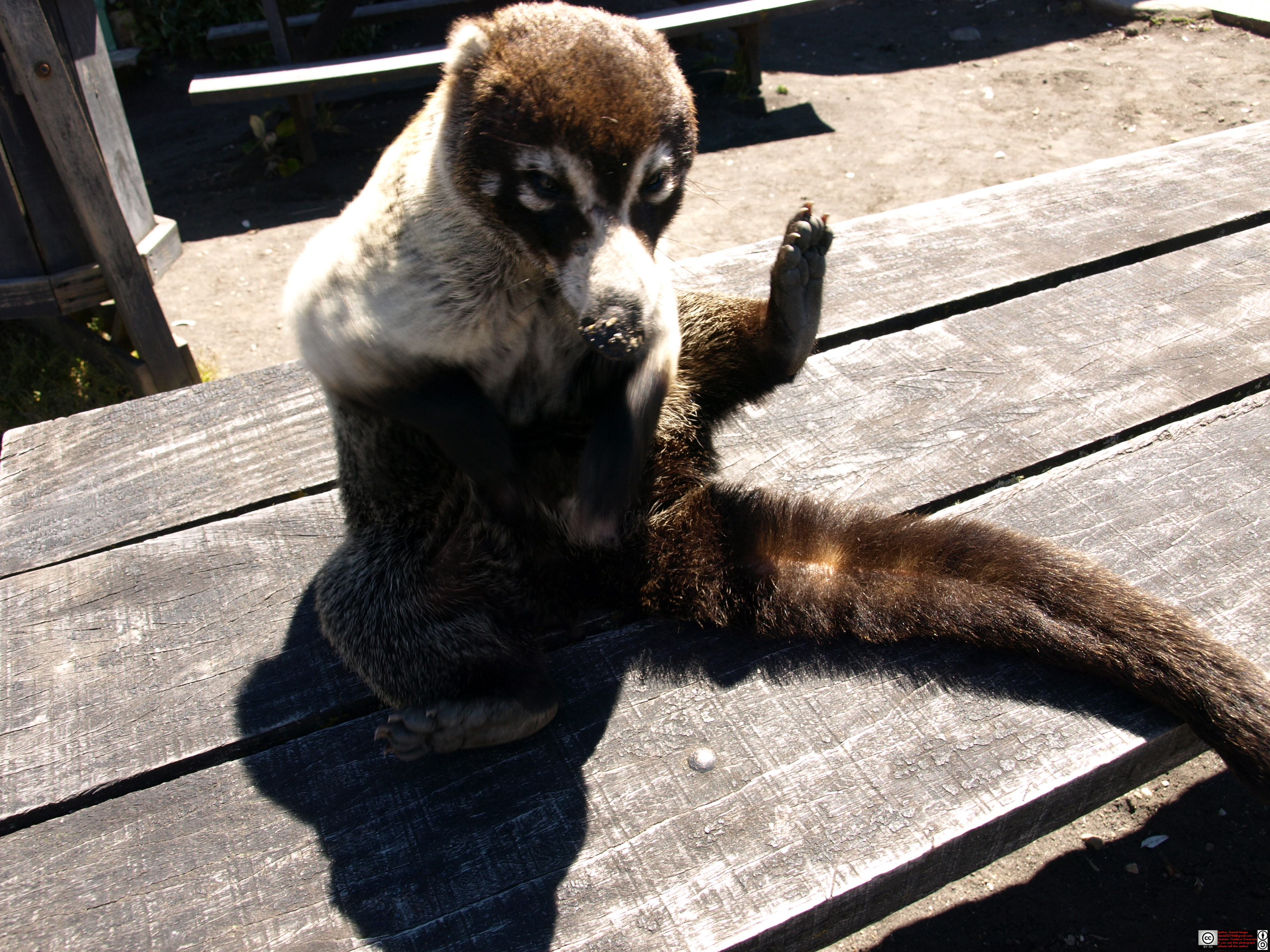
Los pizotes (Nasua narica) son una de las especies de mamíferos que se pueden observar en el parque

Factores como la actividad volcánica y la altitud a la que se encuentra la cima del volcán Irazú han causado el desarrollo de una vegetación del tipo páramo subalpino, la cual ha experimentado diferentes ciclos de destrucción y recolonización a lo largo del tiempo. Dentro de las especies de plantas más representativas se encuentran la castilleja (Castilleja irazuensis), que es endémica del parque nacional, y la sombrilla de pobre (Gunnera insignis), cuyas grandes hojas rugosas recuerdan mucho la forma de una sombrilla. Sobre las capas de ceniza recientes en los cráteres del volcán Irazú y otras áreas adyacentes se pueden encontrar algunas comunidades de líquenes, gramíneas y plantas herbáceas como la ageratina, la Castilleja irazuensis, la Gunnera insignis y la Gnaphalium.

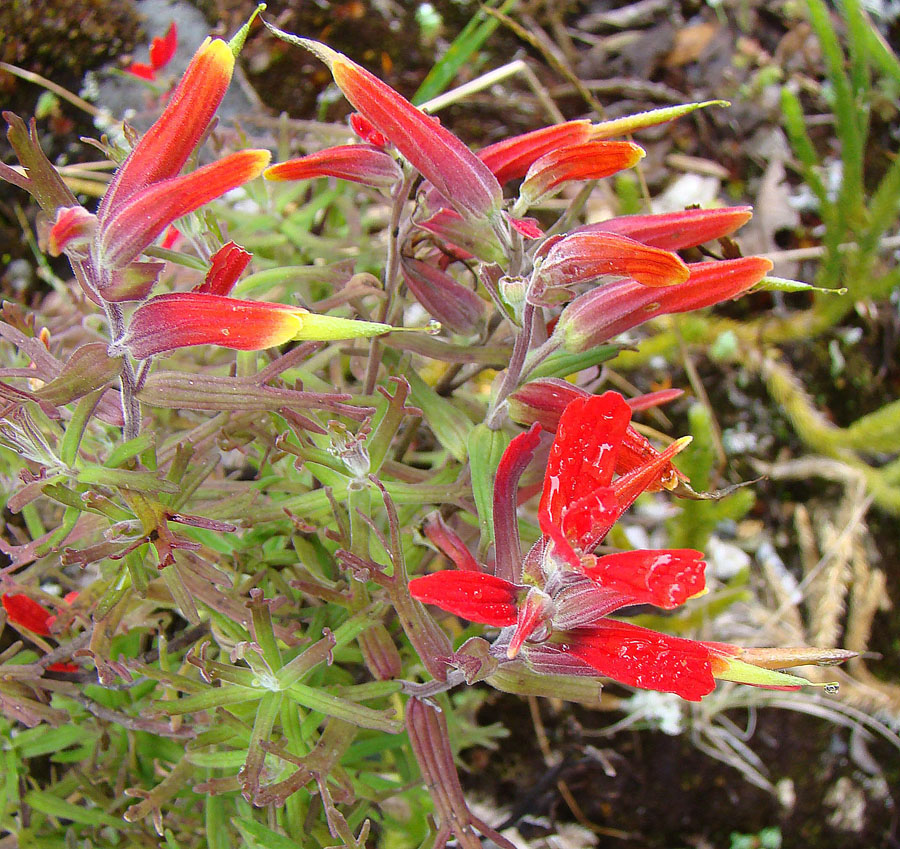
La castilleja irazuensis es una especie de flor endémica del parque

También se puede encontrar vegetación de páramo sobre la línea de vegetación arbórea, compuesta por plantas herbáceas y arbustivas características de las montañas más altas de la Cordillera de Talamanca, tales como los arrayanes (como la Vaccinium floribundum, la Pernettya prostrata y la Camarostaphylis arbustoides), la Myrrhidendron donnellsmitii, la Senecio oerstedianun, el Circium sp, el Hypericum irazuense, la Castilleja irazuensis y la sombrilla de pobre. Asimismo, se observan gramíneas como la Agrostis tolucensis o la Cortaderia y otras hierbas como la Valeriana sp, la Rumex sp, la Geranium guatemalense, la Lupinus costarricensis, la Eryngium humile, la Alchemilla, la Lobelia irazuensis, la Bomarea hirsuta y el Barbasco coriaria ruscifolia. Además, varias especies de helechos (como el Elaphoglossum sporadolepis), tréboles (como el Trifolium sp) y el falso diente de león (Tagetes sp). En algunos sectores es común la cañuela (Chusquea sp).
Por otra parte, se puede observar vegetación de tipo montano alto como los robledales (como el Quercus costarricensis y el Quercus copeyensis) y la salvia (Buddleja nitida), así como otras especies arbóreas y arbustivas como las miconias, las escalonias, las ocoteas, las Oreopanax y las Alnus. Aparte de los bambúes, en su sotobosque son comunes la mora (rubus sp) el jaboncillo (phytolaca sp) y el Monochaetum sp. Asimismo, en algunos lugares destaca la presencia de árboles de matapalo (Gaiadendron punctatum).
La fase de erupción que desencadenó el volcán Irazú en 1963 y que se prolongó hasta diciembre de 1964 devastó los bosques naturales del sector Prusia, generando la necesidad de detener los deslizamientos de tierra que estaban ocurriendo e impedir las inundaciones provocadas por las erupciones. Para estabilizar el suelo y minimizar el riesgo de futuros deslizamientos, se realizó en el sector un proyecto de reforestación intensiva que dio inicio en 1966. En la rehabilitación se introdujeron al sector especies exóticas como el ciprés, el pino y el eucalipto, mientras que se utilizaron especies nativas como el roble (Quercus sp), el jaúl (Alnus sp) y la salvia. El área de reforestación cubre 407 ha (un 69 % del sector Prusia) mientras que el resto (un 31 %) se encuentra cubierto de bosque natural. También se pueden observar hongos de diferentes especies, tales como el Amanita muscaria.

### Fauna
En la actualidad, no se cuenta con registros recientes de la totalidad de especies animales de la zona. Sin embargo, se han identificado en el parque una fauna poco diversa y escasa, principalmente debido a los factores como la actividad volcánica, la altitud y otras condiciones severas a las que se encuentra el parque. Pese a su escasez, la fauna es variada, y abarca desde pequeños mamíferos hasta diferentes especies de aves. Se pueden encontrar especies como los puercoespines (Coendou mexicanus), coyotes (Canis latrans), conejos (Sylvilagus sp), armadillos (Dasypus novemcinctus), la zorra gris (Urocyon cinereoargenteus), la ardilla café (Sciurus granatensis), taltuzas (Orthogeomys heterodus), pizotes (Nasua narica), zorrillos (Conepatus semistratus) y comadrejas (Mustela frenata).
En cuanto a la población de aves, se puede observar una amplia diversidad de especies. En el sector Cráteres del parque es posible encontrar especies como el yigüirro escarchero (Turdus nigrescens), el comemaíz (Zonotrichia capensis), la tangara de monte cejiblanca (Chlorospingus pileatus) y el junco de los volcanes (Junco vulcani)), el colibrí mosca o chispita volcanera (Selasphorus flammula), el soterré (Thryorchilus browni) y el saltón patigrande (Pezopetes capitalis). A menor altitud, en los bosques de roble, es posible observar el carpintero careto (Melanerpes formicivorus) y el quetzal (Pharomachrus mocinno). En el sector Prusia, las especies más comunes son la golondrina azul y blanca (Notiochelidon cyanoleuca), la reinita carinegra (Basileuterus melanogenys), el yigüirro escarchero, el comemaíz y el colibrí mosca o chispita volcanera.
Por su parte, los reptiles son escasos y poco diversos en el parque, también a raíz de las severas condiciones que se presencian. Se han observado especies de lagartijas como la lagartija espinosa (Sceloporus malachiticus) y la lagartija de altura (Gerrhonotus monticolus).

## Clima

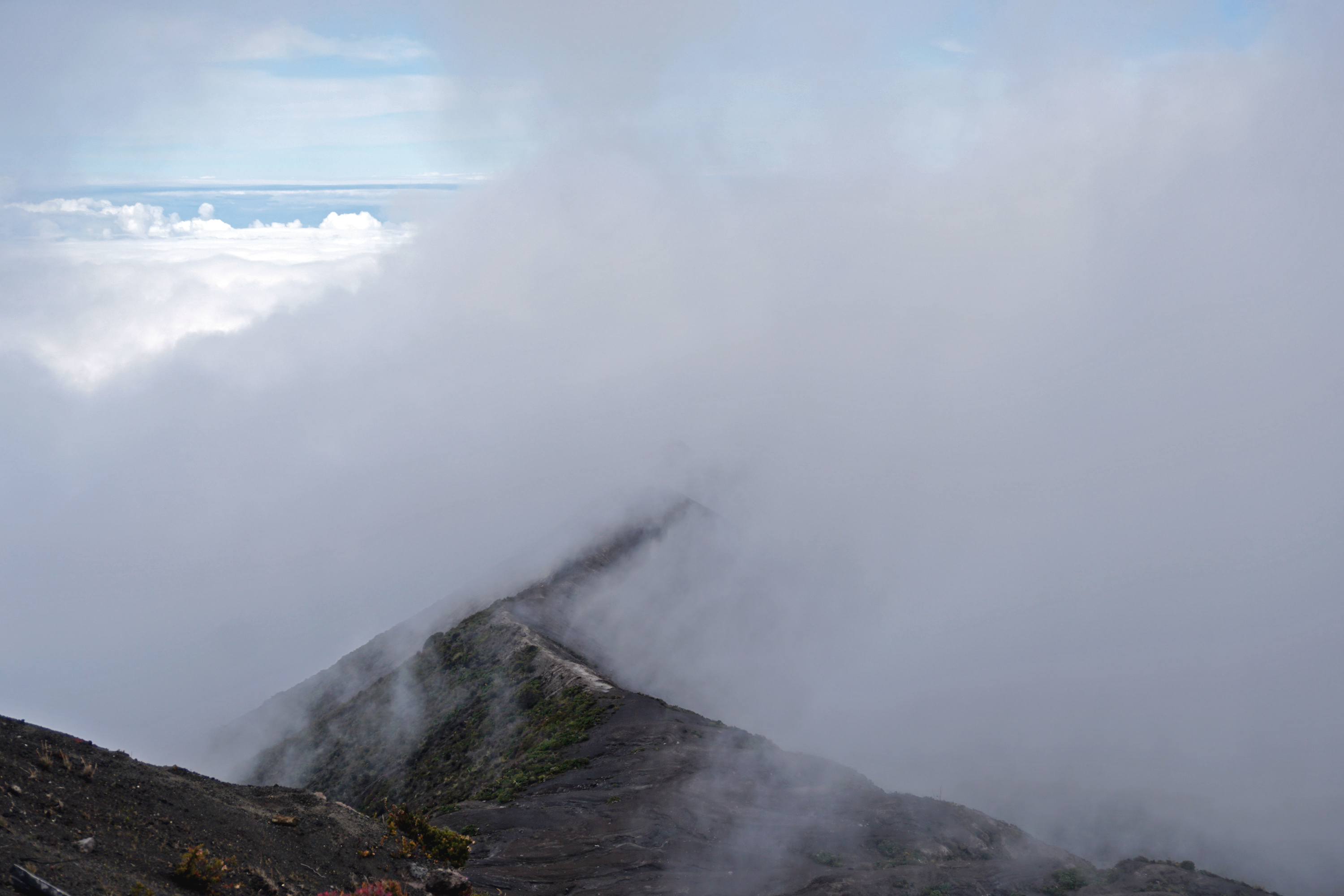
Se puede observar neblina con una alta intensidad durante la noche y la madrugada

El clima del Parque Nacional Volcán Irazú está muy influenciado por la altitud, y generalmente se encuentra que las elevaciones más bajas son más cálidas durante todo el año. El clima es muy húmedo y frío en las partes más altas del volcán Irazú, cambiando hacia un clima muy húmedo templado conforme disminuye la altitud hacia la vertiente del Caribe, principalmente debido a que este sector está expuesto a los empujes de masas nubosas aportadas por los vientos alisios a lo largo del año. La temperatura promedio anual varía entre los 9 °C y los 5 °C, mientras que la temperatura promedio máxima es de 17 °C y la temperatura promedio mínima es de −3 °C.
Las mañanas son generalmente frías. En los días más fríos, la temperatura en la cima del volcán es ligeramente inferior al punto de congelación, lo que permite durante ciertos meses del año observar escarcha en la cima del volcán y, muy raramente, nieve. Por el contrario, el sector Prusia presenta un clima más húmedo y frío, con un déficit de agua que varía de pequeño a moderado. Durante la estación seca, la temperatura media anual en el parque ronda los 14 °C.
La precipitación media anual en el parque nacional es variable y oscila entre los 1527,9 mm al año a estación meteorológica Sanatorio Durán, en las cercanías del sector Prusia, y los 2387 mm al año en la cima del volcán Irazú. En las laderas volcánicas que miran hacia la vertiente del Caribe el déficit de agua es pequeño o no existe, contrario a la condición presentada en el sector Prusia, que cuenta con un déficit de agua de pequeño a moderado. La precipitación se concentra principalmente entre los meses de noviembre y febrero, entre las 14 y las 23 horas. Entre marzo y octubre la precipitación se concentra entre las 10 y las 21 horas, siendo los picos entre las 14 y 20 horas. Asimismo, se puede observar neblina con una alta intensidad durante la noche y la madrugada, aunque también se presenta frecuentemente en horas de la tarde. Entre julio y principios de agosto se produce una disminución en la precipitación, conocida como “la canícula”.

## Recreación
El Parque Nacional Volcán Irazú es el segundo parque nacional más visitado de Costa Rica. Desde finales de la década de los noventa, más de 100 000 visitantes nacionales y extranjeros han visitado el parque casi todos los años, con un récord de 422 947 visitantes en 2018. La persona visita el Parque Nacional Volcán Irazú es principalmente residente costarricense, en su mayoría por familias que lo concurren durante los fines de semana o en vacaciones por su cercanía al Valle Central y la ciudad de Cartago. De los 192 903 visitantes que visitaron el parque en 2021, 164 685 eran personas costarricenses (o un 85,37 %) y 28 218 eran personas extranjeras (o un 14,63 %).

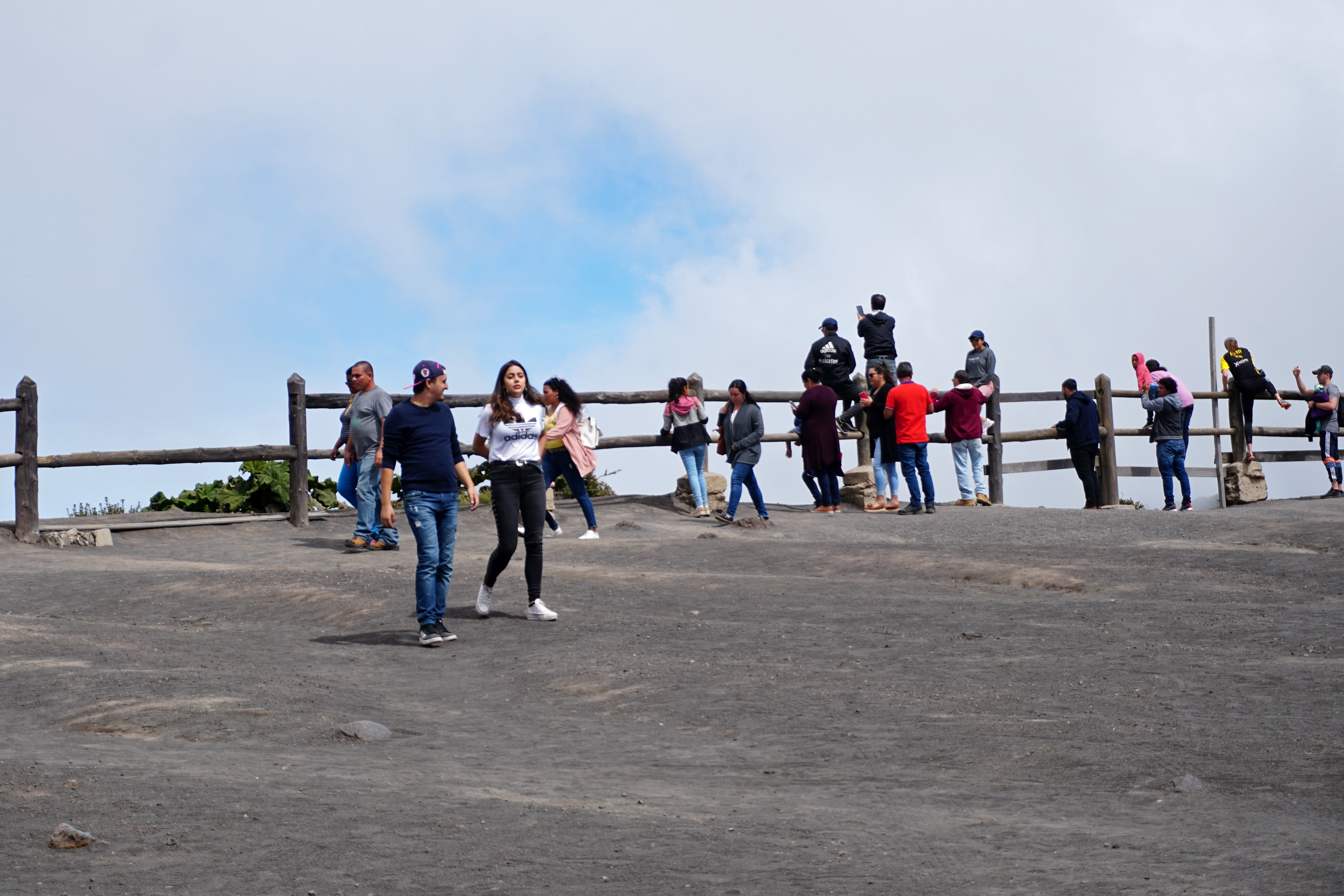
Turistas observando el cráter principal del volcán Irazú

Las zonas de uso público del Parque Nacional Volcán Irazú tienen una extensión de 66,3 ha, o un 3.31 % del territorio del parque. Se permite el ingreso de personas visitantes en un horario controlado, de lunes a domingo entre las 8 y las 15:30 horas, pero se espera una alta afluencia de visitantes los domingos, especialmente durante la estación seca. Durante estos días se puede durar hasta dos horas para poder ingresar al parque.
Las personas visitantes deben recorrer un sendero de 1.97 km de largo para llegar a la cima del volcán Irazú y observar los cráteres, con un tiempo de recorrido de aproximadamente una hora. El sendero es de dificultad moderada y puede ser recorrido durante todo el año, incluso por personas con algún tipo de discapacidad. En el cráter Playa Hermosa, que consiste de una planicie cubierta por cenizas volcánicas, las personas visitantes pueden obtener una vista del cráter principal del volcán Irazú y la laguna turquesa al interior del cráter. La cima del volcán Turrialba también se puede observar desde el volcán Irazú y, en días despejados, el océano Pacífico y el mar Caribe se pueden observar desde la cima del volcán. Asimismo, la altitud y la escasa contaminación lumínica favorecen la observación de estrellas por la noche. En el sector Prusia, las personas visitantes pueden llevar a cabo actividades deportivas, recreativas y de esparcimiento.